# Cold Day Memory
Cold Day Memory è il nono album dei Sevendust, uscito il 20 aprile 2010.

## Tracce
1. Splinter – 3:54
2. Forever – 3:26
3. Unraveling – 3:58
4. Last Breath – 3:48
5. Karma – 3:52
6. Ride Insane – 3:15
7. Confessions (Without Faith) – 4:06
8. Nowhere – 3:29
9. Here and Now – 4:07
10. The End Is Coming – 4:34
11. Better Place – 4:21
12. Strong Arm Broken – 3:39

## Singoli
- 2010 - Unraveling

## Formazione
- Lajon Witherspoon - voce
- John Connolly - chitarra, voce secondaria
- Clint Lowery - chitarra, voce secondaria
- Vinnie Hornsby - basso
- Morgan Rose - batteria, voce secondaria